# الفروع التوتية للشريان الصدري الغائر
الفروع التوتية للشريان الصدري الغائر (بالإنجليزية: Thymic branches of internal thoracic artery)‏‏ هو مجموعة شريين تتفرعُ من الشريان الصدري الغائر تقوم بتغذية الغدة الصعترية أو التيموس.

## مساره
الفروع التيموسية هي شرايين صغيرة تمر عبر المنصف العلوي.